# Alliansen - Alternativ for Norge
Alliansen - Alternativ for Norge är ett norskt politiskt parti. Det grundades den 22 november 2016 av främst Hans Jørgen Lysglimt Johansen som varit partiets partiledare sedan dess. 

## Historia
Partiet grundades den 22 november 2016 av Hans Jørgen Lysglimt Johansen som vid denna tidpunkt var en stark anhängare till Donald Trump, då han grundade partiet 2 veckor efter Trumps seger i Presidentvalet i USA 2016. Lysglimt uttryckte även stöd för Marine Le Pen i Frankrike inför Presidentvalet i Frankrike 2017. Flera av de som grundade partiet var avhoppare från Fremskrittspartiet. 

## Ideologi
Partiet fick mycket uppmärksamhet år 2021 då bland annat stifelsen Expo upptäckt att partiet hade bildat ett stort nynazistiskt online-nätverk, som till väldigt stor del bestod av tonåringar som spred antisemitiska och rasistiska budskap på olika online-chatt forum som bland annat Discord, partiledaren Lysglimt deltog på flera av de här chatt forumen. Samma år uppmärksammades även Lysglimt av bland annat Expo för en video han lagt ut på youtube där han uttryckte sig med att, "Breivik hade rätt i mycket", där han hävdar att Terrorattentaten i Norge 2011 drabbades av sin egen karma. Han menade då att Arbeiderpartiet har mer blod på sina händer än Breivik. Han sa i videon "”Mycket av det som Breivik sa i sitt manifest var ju korrekt. Det har vi inte haft en ordentlig debatt om, det har vi inte haft en ordentlig uppgörelse med”, säger Lysglimt Johansen som menar att terrordåden inte ens förtjänar att betraktas som en detalj i Norges närhistoria". Han raljerade även över Arbetarpartiets reaktion på terrordådet och uttryckte i videon, ”Å stackars oss vi har inte gjort nått fel (…) När det får blow back på sin karma, å så hemskt”. I samma tal beskriver han norrmän som ”västliga vita ariska germaner”. Han sprider antisemitiska konspirationsteorier om en ”judisk kontrollerad manipulation” och agenda av samhället. I beskrivningen av den judiska konspirationsteorin ger Lysglimt Johansen även uttryck för hat mot antirasistiska organisationer och HBTQ-rörelsen, som han menar kontrolleras av judar.
Man har även upptäckt att partiledare Lysglimt har kopplingar till Nordiska Motståndsrörelsen (NMR). 
Pga. de nazistiska upptäckter inom partiet så har flera norska partier som bland annat, Fremskrittspartiet och Rødt har valt att ta offentligt avstånd från partiet. 
Alliansen har däremot inget traditionellt partiprogram. Partiet grundar sig mycket inom nationalistiska och deras slogan är "Norge først!" (Svenska: "Norge först!"), som är inspirerad av Donald Trumps slogan, "America first!" (Svenska: "Amerika först!"). Partiet har även en väldigt stark kritik mot invandring och vill införa ett totalt stopp mot den i Norge. 